# Ignác Semmelweis
Ignác Fülöp Semmelweis (Buda, 1º luglio 1818 – Döbling, 13 agosto 1865) è stato un medico ungherese.
Svolse i suoi studi di medicina presso l'università di Pest e a Vienna. Per i suoi importanti contributi allo studio delle trasmissioni batteriche da contatto e alla prevenzione della febbre puerperale, è noto anche come "il salvatore delle madri". Semmelweis nel 1847 scoprì che, nelle cliniche ostetriche, l'alta incidenza di febbre puerperale poteva essere drasticamente ridotta mediante la disinfezione delle mani.
Nel 2013 l'UNESCO ha deciso di inserire alcuni documenti sulla scoperta di Semmelweis nel registro della Memoria del mondo. Dal 1969 l'Università di Budapest, che all'epoca della sua morte si chiamava Reale Università ungherese di Scienza, è stata rinominata Università Semmelweis in suo onore.

## Biografia

### La formazione

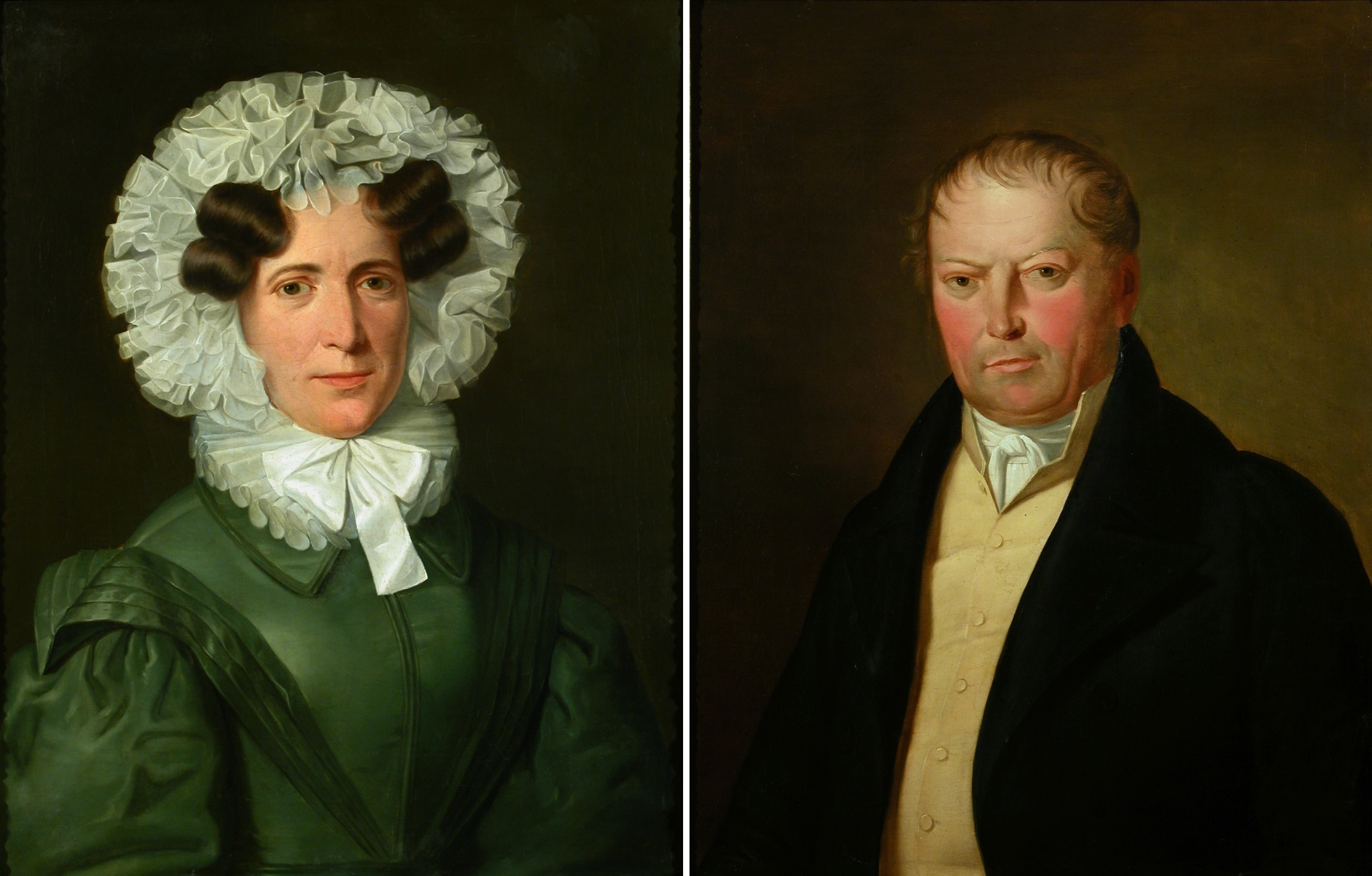
I genitori: Terézia Müller e József Semmelweis

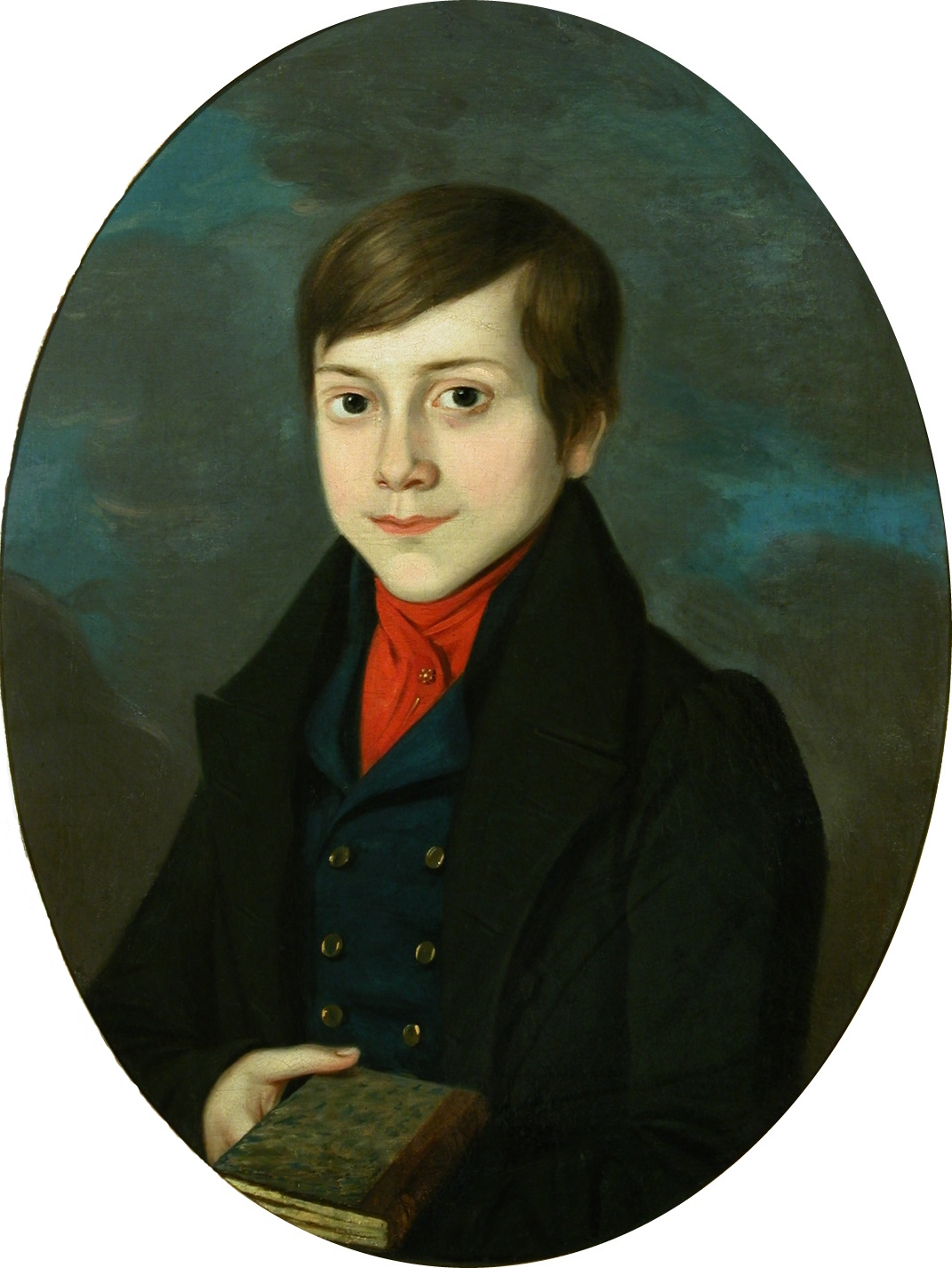
Semmelweis da bambino, ritratto nel 1830 dal pittore Lénart Landau (1790–1868)

Ignác Semmelweis nacque nel vecchio quartiere commerciale Tabán di Buda, allora divisa da Pest. Quinto di nove figli del droghiere József Semmelweis e Terézia Müller. Il padre, grazie alle proprie qualità personali ed al matrimonio (Terézia era figlia di un facoltoso produttore di carrozze), raggiunse ricchezze tali da assicurare un'esistenza agiata e dignitosa alla sua famiglia. Ignác fu iscritto al ginnasio cattolico all'età di undici anni e fu uno studente industrioso e capace, anche se non imparò mai in maniera corretta la lingua ungherese (la sua parlata per tutta la vita avrebbe avuto una chiara inflessione regionale tedesca).
Nel 1837, all'età di diciannove anni, si iscrisse alla facoltà di legge all'Università di Vienna: suo padre voleva che diventasse giudice militare. Cominciò a studiare, ma un giorno ebbe occasione di accompagnare un amico, studente in medicina ad una dissezione in sala anatomica: la Scuola anatomo-patologica di Vienna a quell'epoca era nel suo momento magico. Nei giorni successivi seguì ancora il suo amico alle lezioni di medicina, finché capì qual era la sua passione. Cambiò così facoltà e si iscrisse a medicina, alla famosa Scuola Medica Viennese, dove lavoravano tre eminenti medici che avranno grande influenza nella sua vita: Karl von Rokitansky, titolare della cattedra di anatomia patologica, Josef Škoda, clinico leader della Scuola che stava dando grande impulso alla pratica dell'auscultazione e della percussione ed infine Ferdinand von Hebra, celebre dermatologo, in quel tempo allievo degli altri due e che diventerà il più devoto amico di Ignác.
Si laureò nel 1844, con una breve tesi sulla "Vita delle piante". Affascinato dalla ricerca che veniva fatta in anatomia patologica, fece domanda per un posto di assistente di Jakob Kolletschka, un discepolo di Rokitansky, ma la sua domanda venne respinta. Chiese allora di diventare assistente di Joseph Škoda, ma questi aveva già promesso il lavoro ad un altro medico. Fu così che il giovane Ignác si rivolse all'ostetricia, che a quel tempo non occupava un posto di prestigio nella gerarchia accademica della medicina europea. Iniziò così a frequentare la clinica di ostetricia, ma ottenne anche da Rokitansky il permesso di dissezionare i cadaveri delle donne morte per malattie e operazioni ginecologiche, imparando così i nuovi metodi di osservazione e di analisi. Nel 1846 divenne dottore in chirurgia ed ostetricia.

### L'assistentato e l'illuminante scoperta

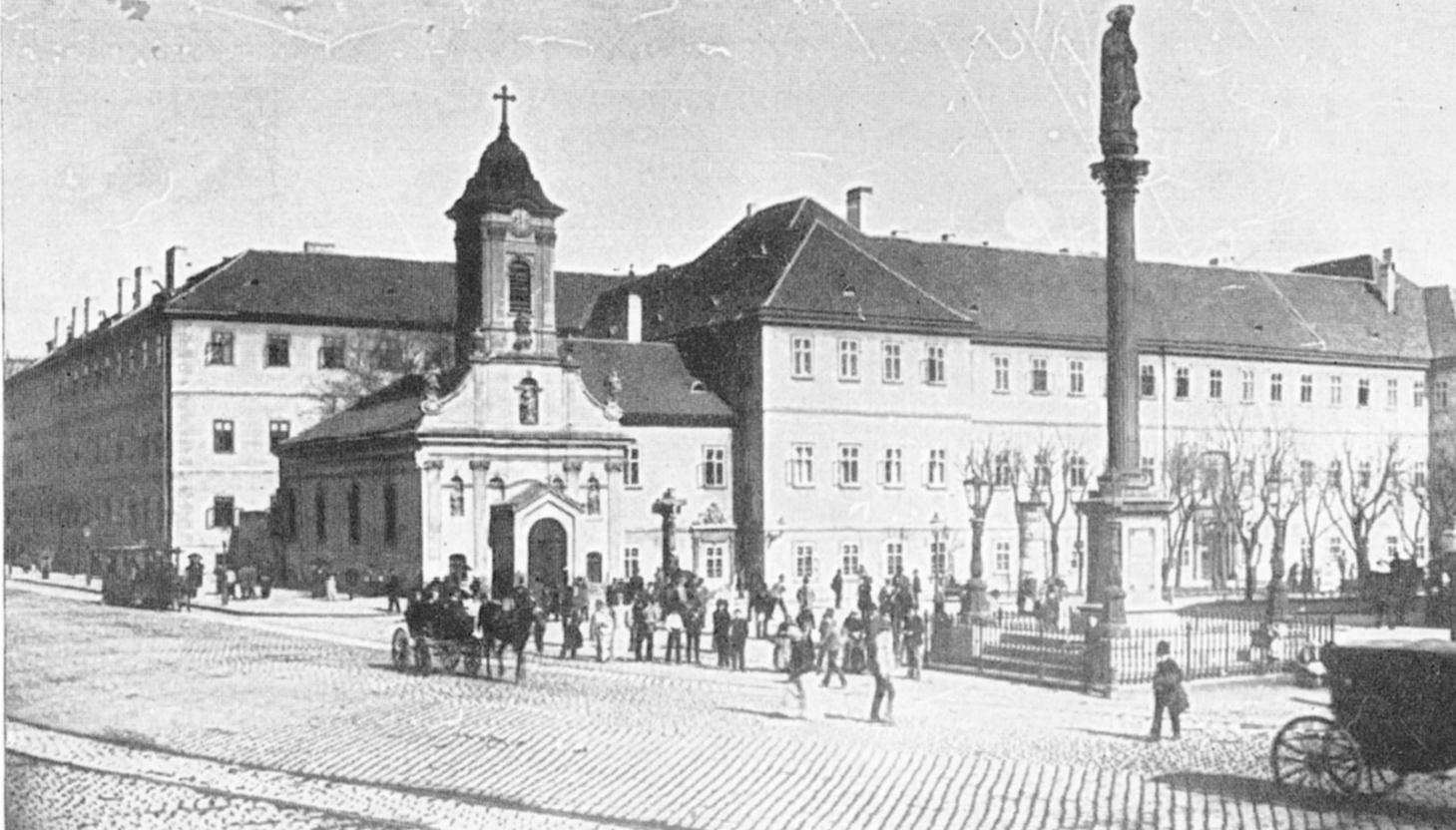
Ospedale San Rocco a Pest

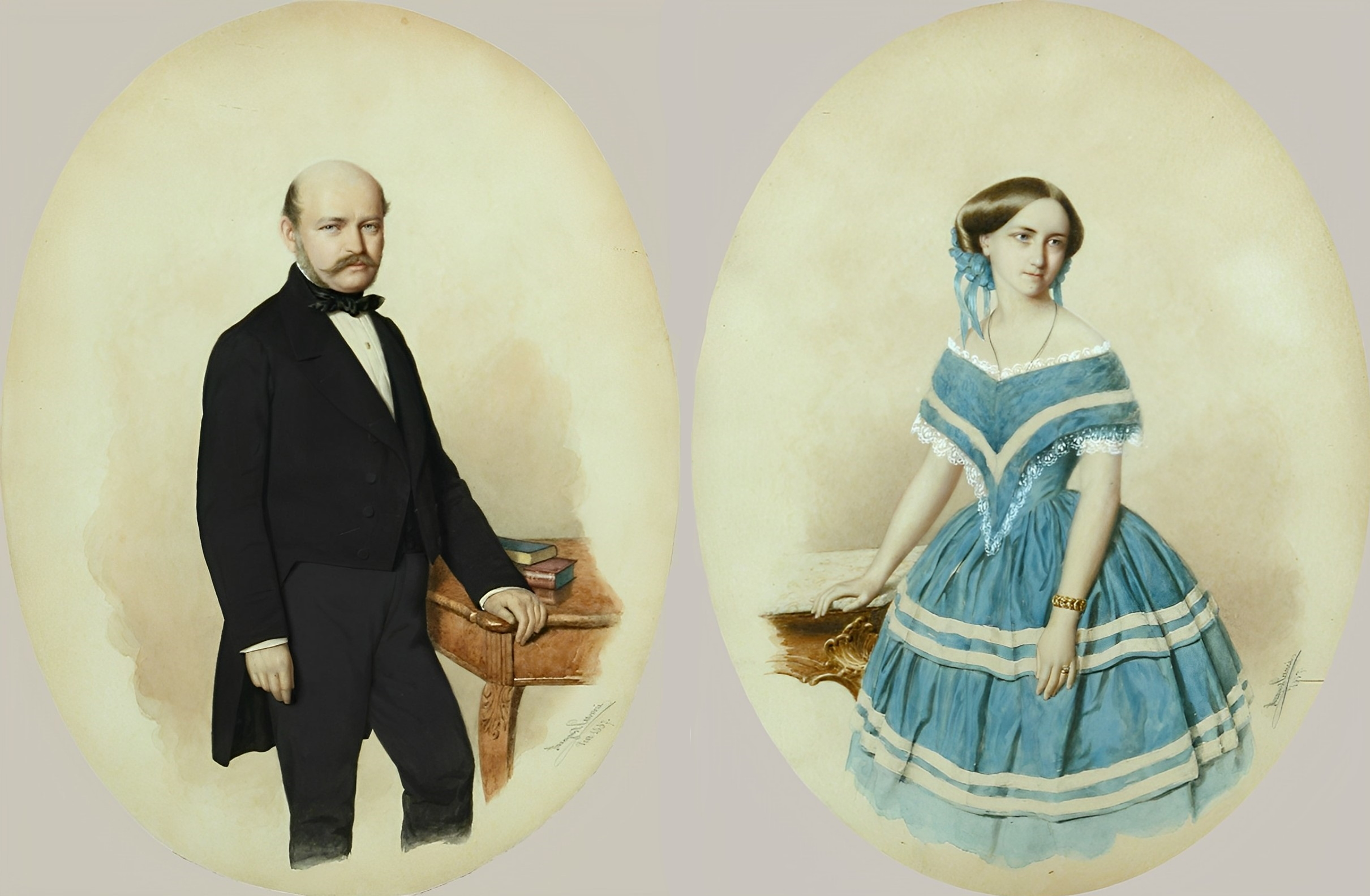
Le nozze dei Semmelweis (1857)

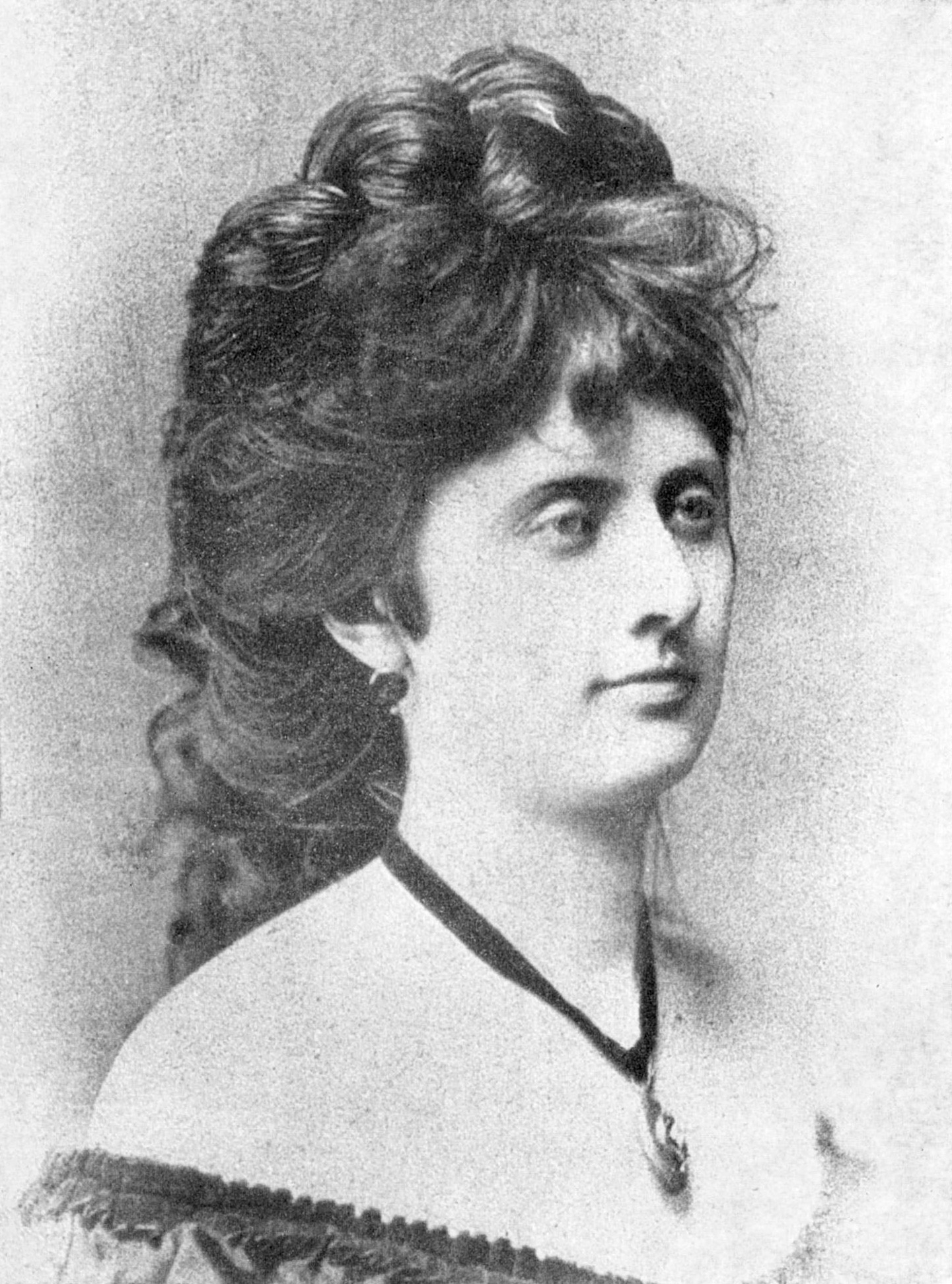
Mária Weidenhoffer, la moglie

Diventato dottore in Chirurgia ed Ostetricia, nel 1846 ottenne anche l'incarico per due anni di assistente effettivo del dottor Johann Klein, che dirigeva la prima divisione della clinica ostetrica all'Ospedale generale di Vienna (Allgemeines Krankenhaus der Stadt Wien), il più moderno ospedale europeo inaugurato nel 1784 dall'imperatore Giuseppe II. All'inizio della sua fondazione la clinica ostetrica dell'Allgemeines Krankenhaus era diretta dal dottore Johann Boër. Dotato di un grande senso di umanità per le puerpere, il dottore proibì l'insegnamento sui cadaveri delle donne e ne dissezionava i corpi solo per studiarne le patologie che avevano condotto al decesso. Durante i trent'anni della sua direzione la mortalità delle partorienti si aggirava intorno all'1%. Tutto questo cambiò quando nel 1823 la clinica fu affidata a Klein, i cui assistenti avevano l'obbligo di eseguire fino a 15-16 autopsie al giorno per poi direttamente procedere alle visite interne delle partorienti. Klein nel 1834 aveva fondato una seconda divisione di maternità usata solamente per il tirocinio delle ostetriche. Fin dall'inizio del suo assistentato, il giovane medico ungherese dedicò tutte le sue energie al lavoro in corsia e a continue dissezioni, ossessionato dall'elevato numero di decessi delle partorienti per febbre puerperale e soprattutto assillato dalla sconcertante rilevazione che il numero delle morti era di molto superiore nella clinica di Klein che non nella seconda divisione diretta dal dottor Bartch, dove a far partorire le donne erano le ostetriche.

### La ricerca
A quell'epoca una terribile malattia caratterizzata da dolore, malessere generale e febbre elevata, conosciuta come "febbre puerperale" decimava letteralmente le puerpere ricoverate negli ospedali viennesi, così come in altri ospedali europei ed americani. Le cause venivano attribuite alle più fantasiose ipotesi: 
- i fluidi prodotti dall'utero e bloccati al suo interno, ristagnando, sarebbero andati incontro a putrefazione che diffondendosi nell'organismo ne avrebbe determinato la morte,
- l'utero ingrossato dalla gravidanza avrebbe compresso e bloccato l'intestino provocando al suo interno il ristagno delle feci il cui imputridimento, attraverso il sistema venoso, avrebbe determinato la malattia mortale,
- gas velenosi presenti nell'aria sarebbero stati inalati dalle donne provocando nelle stesse il blocco dei flussi uterini con conseguente putrefazione degli stessi.

Semmelweis era ossessionato da queste morti così frequenti e continuava a praticare autopsie sui cadaveri delle donne riscontrando quadri anatomo-patologici sempre uguali. Ma la cosa che più lo disorientava era la constatazione che nel Padiglione II dello stesso ospedale, gestito non da medici ma esclusivamente da ostetriche, la mortalità per febbre puerperale era circa quattro volte più bassa. Nel 1844, 260 delle 3 157 madri che partorirono nel suo reparto, cioè l'8,2%, morirono per la malattia; nel 1845 il tasso scese al 6,8%, per risalire all'11,4% l'anno successivo. Nel Padiglione II invece la percentuale dei decessi era di molto inferiore: rispettivamente del 2,3, del 2 e del 2,7%. Il turbamento creato da questo problema aumentava la minuziosità che metteva nelle sue ricerche.
La sua prima ipotesi fu l'aria mefitica delle città che, essendo in piena rivoluzione industriale, non era molto salubre. Raccolse così dati sulla mortalità delle puerpere per febbre in città, in campagna ed in ospedale.
La mortalità era maggiore in ospedale, quindi l'ipotesi non trovò conferma.
La sua seconda ipotesi fu che le puerpere morissero di autosuggestione a causa del prete della cappella dell'ospedale che, per dare l'estrema unzione, passava scampanellando per i corridoi.
Costrinse quindi il parroco a non usare più la campanella, ma le morti rimasero costanti. Infine ebbe l'intuizione che risolse il problema.

### L'intuizione

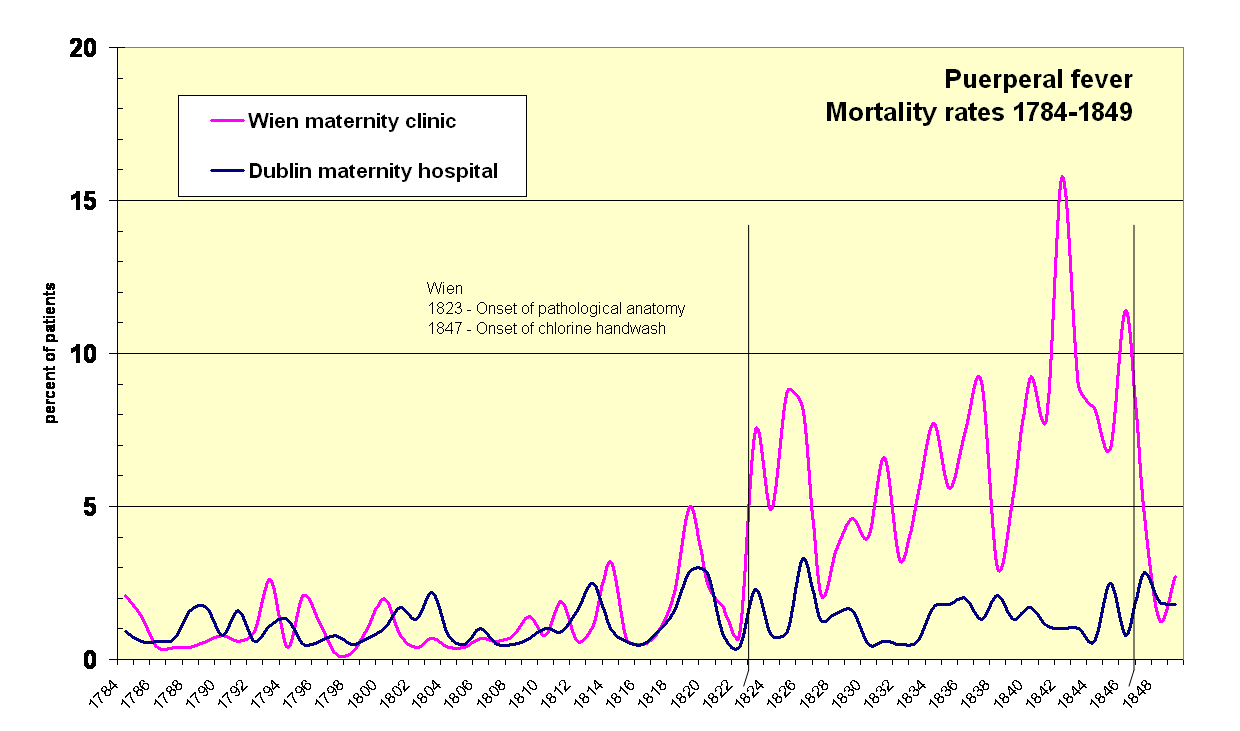
Nel suo libro del 1861, Semmelweis dimostra la correlazione esistente tra l'introduzione, nel 1823, dell'anatomia patologica nella clinica viennese (prima linea grigia verticale) e l'aumento delle morti per febbre puerperale. La seconda linea grigia verticale marca l'introduzione del lavaggio delle mani con soluzione di cloruro di calce (ipoclorito di calcio). La curva blu mostra la statistica dell'ostetricia di Dublino, priva di anatomia patologica nel periodo 1784-1849.

Durante l'assenza di Semmelweis tra il primo ed il secondo periodo contrattuale, un suo collega ed amico, Jakob Kolletschka, era morto a seguito di una breve malattia. Semmelweis ebbe la possibilità di studiarne la cartella clinica e fu colpito da due elementi: 
- l'autopsia praticata sul cadavere evidenziava lesioni simili a quelle che si riscontravano sulle donne morte per febbre puerperale;
- Kolletschka solo qualche giorno prima si era ferito nel corso di una autopsia praticata sul cadavere di una di queste mamme.

Gli fu chiaro che la febbre puerperale e la morte del professor Kolletschka erano la stessa cosa dal punto di vista patologico perché entrambe presentavano gli stessi cambiamenti anatomici. Se nel caso del professor Kolletschka i cambiamenti nella sepsi derivavano dall'inoculazione di particelle cadaveriche allora la febbre puerperale doveva avere origine dalla stessa fonte. Ciò fu sufficiente a Semmelweis per giungere ad un'ipotesi, straordinaria per l'epoca: la febbre puerperale è una malattia che viene trasferita da un corpo all'altro a seguito del contatto che i medici e gli studenti presenti in reparto hanno prima con le donne decedute (su cui praticano autopsia) ed immediatamente dopo con le partorienti che vanno a visitare in corsia.
Era una teoria sconvolgente per i tempi. Per dimostrarla il giovane Semmelweis mise in atto una banale disposizione: tutti coloro che entravano nel Padiglione I sarebbero stati obbligati a lavarsi le mani con una soluzione di cloruro di calce (ipoclorito di calcio). A questo aggiunse la disposizione che per tutte le partorienti si cambiassero le lenzuola sporche con altre pulite. I fatti gli diedero immediatamente ragione. Era il maggio 1847.

### La conferma della teoria

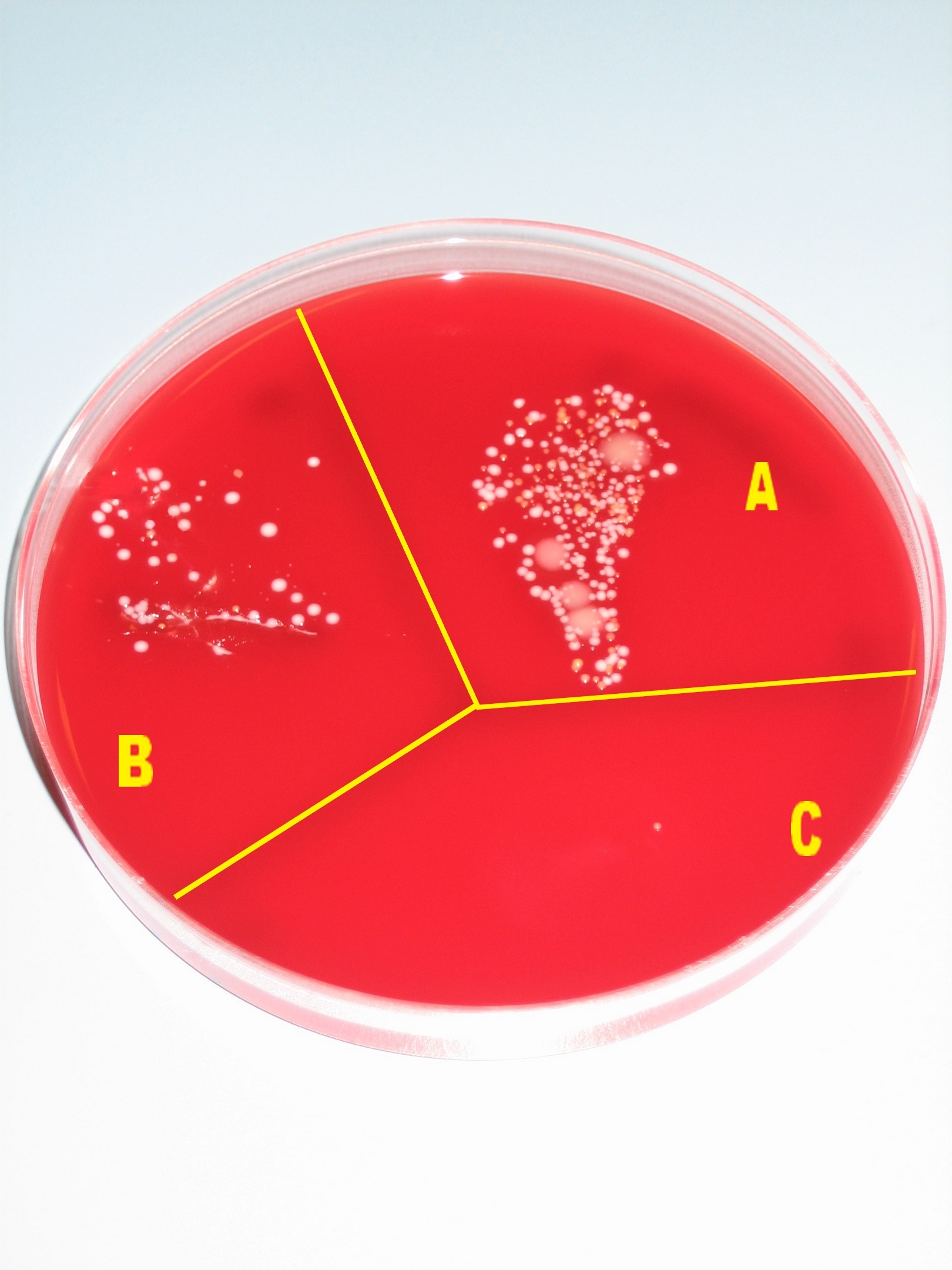
Effetto della disinfezione sul numero di microbi presenti sulle mani: senza lavaggio (A), a seguito di lavaggio con sapone (B), a seguito di disinfezione con alcool (C).

Nel 1846, su 4 010 puerpere ricoverate presso il Padiglione I, ne erano morte 459 (l'11,4%) per febbre puerperale. Nel 1847, dopo l'adozione del lavaggio delle mani con ipoclorito di calcio, su 3 490 pazienti ne morirono 176 (il 5%) e l'anno successivo la percentuale si attesterà tra l'1 e il 2%, all'incirca la stessa da sempre del Padiglione II.
Questi dati avrebbero potuto suscitare se non entusiasmo almeno interesse o curiosità, invece gli attirarono gelosia, invidia e risentimenti vari. Il suo direttore, Johann Klein, che sosteneva con forza la necessità per gli studenti di praticare molte autopsie, trovava irritanti le iniziative di questo straniero ungherese, per giunta nazionalista (partecipò con entusiasmo ai moti del 1848) e che si arrogava il diritto di emanare disposizioni che non gli competevano, offensive per il personale (l'obbligo di lavarsi le mani) ed onerose per l'ospedale (cambio frequente delle lenzuola) e non gli fece rinnovare il contratto. L'appoggio di alcuni amici - Josef Škoda, Ferdinand von Hebra, del suo vecchio maestro e grande patologo Rokitansky - servì solo in parte ad aiutarlo a diffondere le nuove teorie, osteggiate dal mondo medico che per principio rifiutava di ammettere che i medici stessi potessero essere degli "untori". Uno dei suoi più accaniti oppositori fu Rudolf Virchow, considerato il padre della patologia cellulare.

### Ricovero in manicomio e morte
A causa dell'ostilità mostrata dai medici della "Scuola viennese" nei confronti della sua teoria, Semmelweis si lasciò opprimere sempre di più da complessi d'inferiorità e cadde in depressione. Ci vollero molti anni prima che la scoperta di Semmelweis venisse accettata e applicata in modo generalizzato: la dimostrazione della contaminazione batterica fu data da Pasteur solo nel 1864. Prima di allora le scoperte di Semmelweis vennero screditate e, nonostante i risultati positivi, fu licenziato dall'ospedale di Vienna per aver dato disposizioni senza esserne autorizzato e di conseguenza le morti per infezione aumentarono nuovamente.
Tornato in Ungheria applicò lo stesso metodo all'ospedale di San Rocco a Pest, ottenendo anche qui un abbassamento significativo dei nuovi casi di febbre puerperale. Fu proprio in Ungheria che nel 1861 scrisse il libro Eziologia, concetto e profilassi della febbre puerperale. Purtroppo la comunità scientifica dell'epoca gli si scagliò contro e Semmelweis finì per essere ricoverato in manicomio. Morì per setticemia, sviluppatasi a causa delle ferite inferte dalle guardie del manicomio e delle cure non adeguatamente sottoposte a profilassi, proprio ciò che la sua scoperta avrebbe voluto evitare.

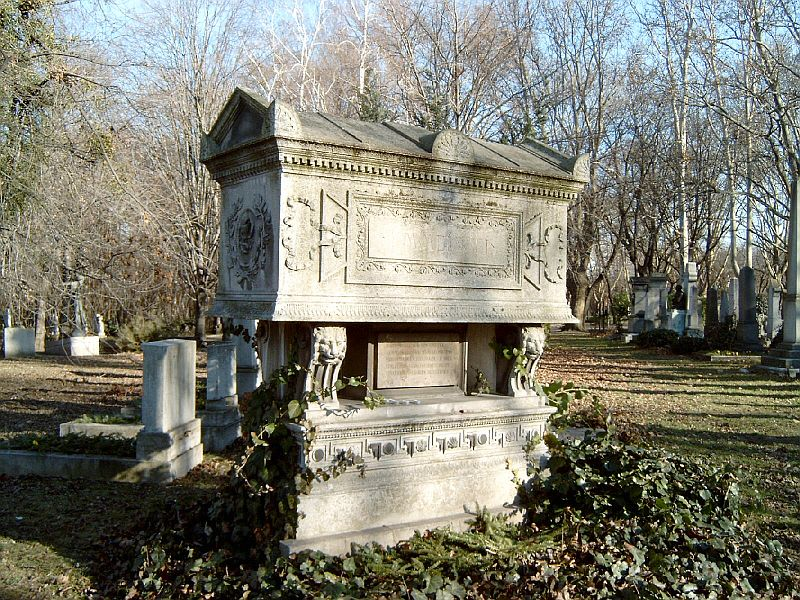
Sepoltura presso il cimitero Kerepesi di Budapest

## Riconoscimento postumo

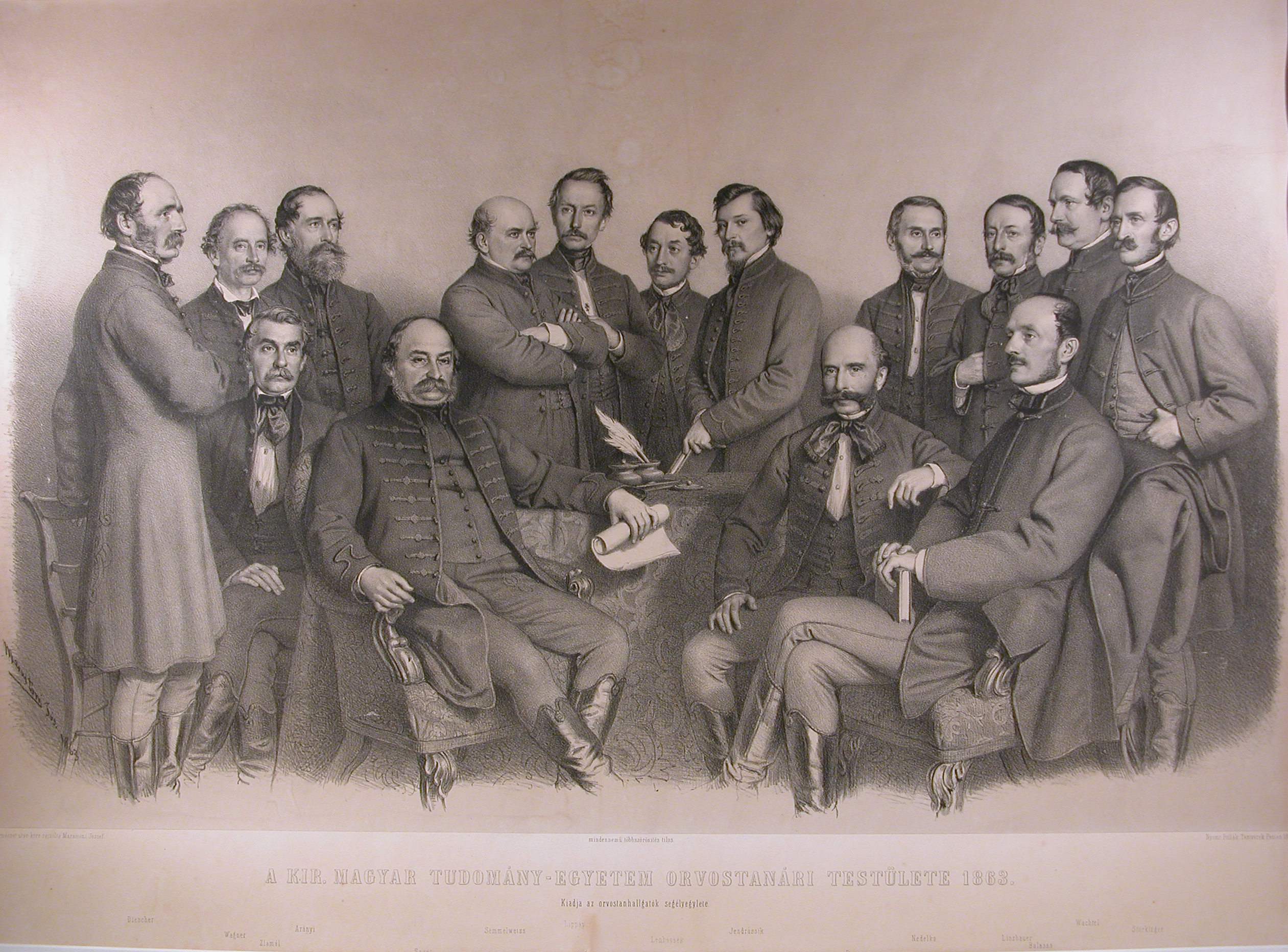
Professori della Facoltà di Medicina di Pest,1863. Semmelweis è il quarto in piedi da sinistra con le braccia incrociate

I lavori del 1879 di Louis Pasteur e del 1883 di Joseph Lister avrebbero dimostrato la grandezza delle intuizioni di Semmelweis. Mettendo fine ad uno dei più grandi esempi di pregiudizio nei confronti di un uomo geniale, la città di Budapest nel 1894 gli eresse un monumento tombale, poi nel 1906 una statua che successivamente sarebbe stata collocata davanti all'ospedale San Rocco, e infine gli intitolò la Clinica Ostetrica dell'Università.
Durante le più accese polemiche contro Semmelweis, l'amico Ferdinand von Hebra si era esposto in suo favore, pubblicando numerosi lavori sulle sue straordinarie scoperte ed attirandosi per questo diverse inimicizie, sono sue le parole: "Quando qualcuno scriverà la storia degli errori umani ne troverà pochi più gravi di quello commesso dalla scienza nei confronti di Semmelweis".
Nel Novecento il neopositivista Carl Gustav Hempel, in Filosofia delle scienze naturali (1966), ha utilizzato l'indagine di Semmelweis sulle cause della febbre puerperale come modello di ricerca scientifica basata sull'evidenza empirica. In particolare viene apprezzato il suo uso del modus tollens, cioè la prova tramite confutazione delle ipotesi alternative, anticipando così alcuni aspetti del falsificazionismo.
Lo scrittore e medico francese Louis-Ferdinand Céline dedicò la sua tesi di laurea in medicina al medico ungherese con il titolo La Vie et l'œuvre de Philippe Ignace Semmelweis, discutendola davanti alla commissione il 1º maggio 1924, volendo in questo modo omaggiare uno dei grandi eroi della medicina del XIX secolo. L'opera venne poi fatta ripubblicare dallo scrittore nel 1952.
È chiamata "Riflesso di Semmelweis" la riluttanza o resistenza ad accettare una scoperta in campo scientifico o medico che contraddica norme, credenze o paradigmi stabiliti.
Lo scrittore statunitense Kurt Vonnegut considerava Semmelweis il proprio eroe e gli dedicò uno dei suoi discorsi ufficiali ai laureandi, tenuto presso il Southampton College nel 1981, che concludeva però riferendo che la morte di Semmelweis (diversamente da quanto riportato da altre fonti) fosse stata causata volontariamente: "Un giorno, all'obitorio, prese la lama di un bisturi col quale aveva disseminato un cadavere, e se la conficcò di proposito nel palmo della mano. Morì poco dopo, come sapeva sarebbe successo, di setticemia".

## Filmografia su Semmelweis
Alcune opere che ne descrivono la storia:
- Semmelweis, Ungheria 2023, Hamarosan A Mozikban
- Semmelweis (cortometraggio), USA/Austria 2001: Belvedere Film (regia Jim Berry)
- Docteur Semmelweis, Francia/Polonia 1995 (regia Roger Andrieux)
- Semmelweis, Olanda 1994: Humanistische Omroep Stichting (regia Floor Maas)
- Ignaz Semmelweis - Arzt der Frauen (Ignaz Semmelweis, il Medico delle Donne), Germania/Austria 1987: ZDF/ORF (regie Michael Verhoeven)
- Semmelweis, Italia/Svizzera 1980: RTSI (regia Gianfranco Bettetini)
- Semmelweis - Retter der Mütter (Semmelweis, il Salvatore delle Madri), Germania dell'Est, 1950: DEFA (Regia Georg C. Klaren)
- Semmelweis, Ungheria 1940: Mester Film (regia André De Toth)
- That mothers might live (Che le madri possano vivere), USA 1938: MGM (Regia Fred Zinnemann) Oscar per il Miglior Cortometraggio

### Saggi
- Paul de Kruif, Kämpfer für das Leben. Ruhmestaten großer Naturforscher und Ärzte. Verlag des Druckhauses Tempelhof, Berlin 1951.
- György Gortvay, Semmelweis, Retter der Mütter. Hirzel, Leipzig 1977.
- Carl Gustav Hempel, Filosofia delle scienze naturali, Il Mulino 1980 (seconda edizione).
- Sherwin B. Nuland, Il morbo dei dottori. La strana storia di Ignác Semmelweis, traduzione Giuliana Picco,  Edizioni Codice, 2004, 2020, ISBN 978 88 7578 908 4.
- Sherwin B. Nuland, Storia della medicina. Dagli antichi greci ai trapianti d'organo, Mondadori, Milano, 2005.

### Opere letterarie
- Louis-Ferdinand Céline, Il dottor Semmelweis, Adelphi edizioni, 1975.
- Louis-Ferdinand Céline, Semmelweis (1818-1865), Editions Gallimard, 1952.